# 영양군
영양군(英陽郡)은 대한민국 경상북도 동북부에 있는 군이다. 영양군은 청송군, 봉화군과 더불어 경상북도 북부 오지 중 하나로서, 군 전체 인구는 읍 설치 기준에도 못 미친다. 울릉군을 제외하고는 전국에서 가장 인구가 적은 기초자치단체이다. 특산물은 고추, 잎담배, 천궁, 천마 등이 있다. 군청 소재지는 영양읍이고, 행정 구역은 1읍 5면이다.  자체 경찰서는 있으나 소방서는 인근 안동소방서에서 담당한다. 그러나 울릉군보다 인구밀도가 낮고 현재 한국에서 인구밀도가 가장 낮은 군인 인제군보다 인지도가 낮고, 복무 중인 군인들의 대다수가 여기에서 복무하기 때문에 인제군보다 영양군이 더 낮을 수 있다. 경상북도에서 가장 낙후된BYC(봉화군, 영양군, 청송군) 중 한 곳이다.

## 역사
| Daedongyeojido (Gyujanggak) 15-02.jpg | Daedongyeojido (Gyujanggak) 15-01.jpg |
|                                       |                                       |

- 신라 초 고은(古隱)이었다.
- 고구려 장수왕 때는 고구려 땅이었다.
- 신라 말 영양(英陽)이었다.
- 1018년(고려 현종 9년) 예주부(영해)에 편속
- 1179년(고려 명종 9년) 영양현 신설, 별호 익양이라 함
- 1413년(조선 태종 13년) 영해부 편속
- 1683년(조선 숙종 9년) 영양현 복현
- 1895년 음력 윤5월 1일 안동부 영양군[3]
- 1896년 8월 4일 경상북도 영양군[4]
- 1914년 4월 1일 진보군 북면(현 입암면 일부), 동면(현 석보면 일부)을 영양군에 편입하였다.[5][6] 다만, 진보군 동면 낙평리는 영덕군 지품면으로 편입되었다.
- 1950년 한국 전쟁 중에 조선민주주의인민공화국이 일시적으로 점령하였다가 다시 대한민국이 수복하였다.
- 1962년 12월 12일 울진군 온정면 본신리를 수비면에 편입하였다.[7]
- 1979년 5월 1일 영양면을 영양읍으로 승격하였다.[8] (1읍 5면)
- 1987년 7월 1일 석보면 양구동, 수비면 기산동을 영양읍에, 입암면 방전동 일부를 석보면에 편입하고, 석보면 북계동을 옥계동으로 개칭하였다.
- 1994년 12월 26일 울진군 서면 왕피리 일부를 수비면 신암리에 편입하였다.
- 2003년 8월 5일 청기면 당동출장소를 당리출장소로 개칭하였다.

## 지리
경상북도 동북부 태백산맥의 내륙지역에 위치하여 동쪽은 울진군과 영덕군, 서쪽은 안동시, 남쪽은 청송군, 북쪽은 봉화군 등 5개 시군과 경계하고 있다. 태백산맥이 동남방향으로 뻗어 많은 대소계곡을 형성하여 북고남저의 산간분지상의 지역을 이루고 있으며 전반적인 해발고도가 경북에서 가장 높다. 빛 공해 지수가 매우 낮은 지역으로 관내에 천문 육안 관측 가능 지역이 상당히 광범위하며
빛공해 방지 공원도 자리하고 있다.

## 지질

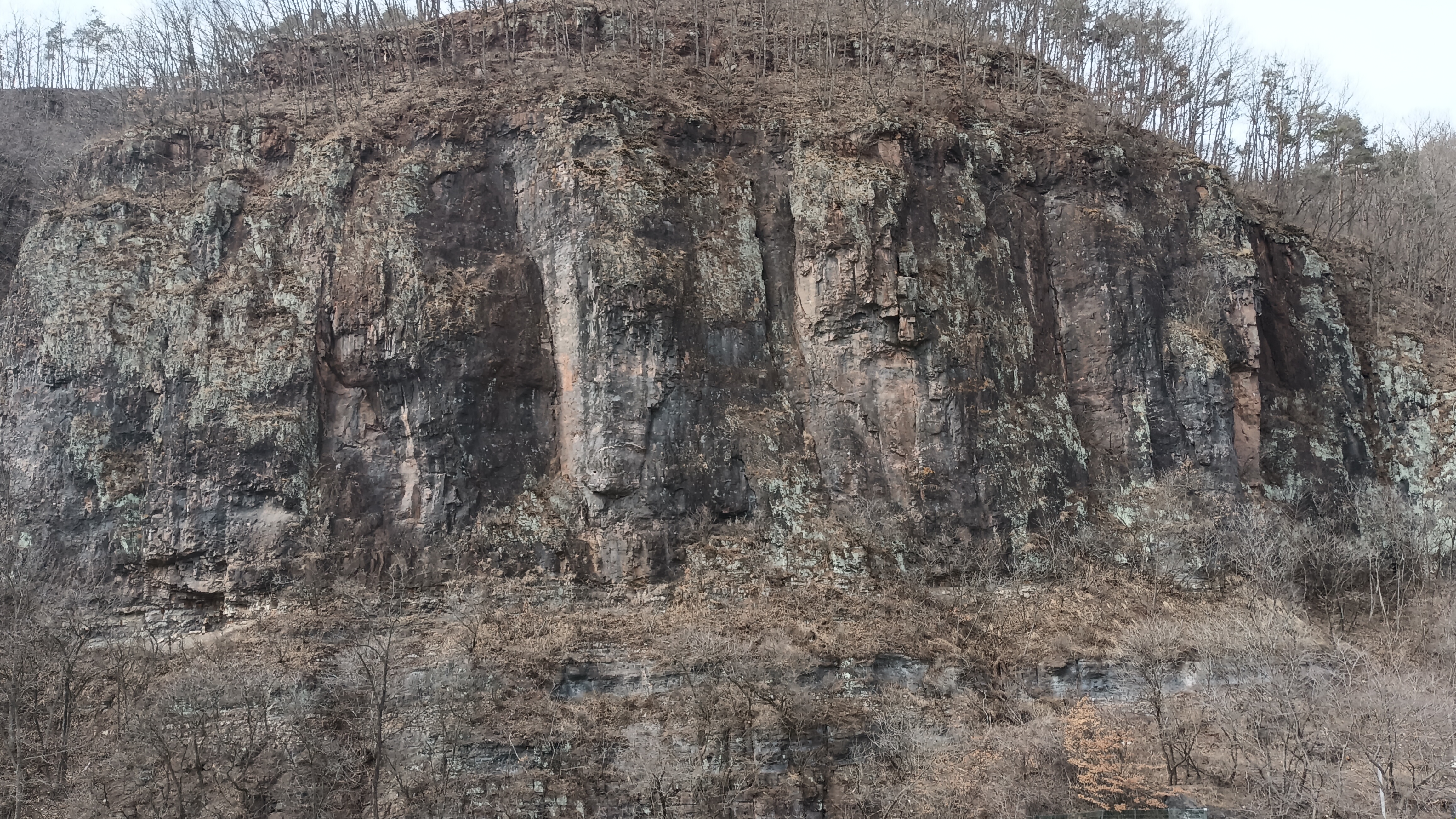
영양군 입암면 연당리 선바위는 경상 누층군 청량산층으로 구성되어 있다.

영양군은 영남 지괴에 해당하는 북쪽 끝 지역을 제외한 모든 지역이 경상 분지 안에 포함되어 있어, 90%가 중생대의 퇴적암으로 이루어져 있고, 선캄브리아기의 암석은 수비면의 북부 지역에만 조금 분포한다.

### 선캄브리아기
수비면 최북단에 분포하는 선캄브리아기의 암석들은, 원남층군과 율리층군 그리고 가장 오래된 평해층군으로 구성되어 있다. 평해층군은 원래 울진군 평해읍에 분포하는 암석으로, 중생대 경상 누층군에 의해 덮여 영양군 일월면 용화리 국도 제31호선 주변에 소규모로만 분포한다. 분포지역의 남동부와 남서부는 각각 경상 누층군 울련산층과 동화치층에 의해, 북부는 원남층에 의해 부정합으로 덮인다. 구성 암석은 편마암 및 운모편암 등이다. 원남층군 영양-울진-봉화군 경계지역에 발달하는 선캄브리아기의 변성퇴적암이다. 하부로부터 원남층, 동수곡층, 장군석회암층, 두음리층으로 구분된다. 이중 동수곡층은 영양군 내에 분포하지 않는다. 율리층군은 영양군 내에서 봉화군 소천면 남회룡리와의 경계 지역인 수비면 신암리 서쪽 끝 지역에만 쇼규모 분포한다. 원남층군을 부정합으로 덮고 (암)회색 및 황회색의 편마암 및 천매암과 회색 변성사질암의 호층(互層)으로 구성되어 있다.

### 중생대경상 누층군
수비면 최북단을 제외한 영양군의 나머지 모든 지역은 경상 분지의 중생대 퇴적암인 경상 누층군으로 구성되어 있으며, 그 대부분이 도계동층으로 구성되어 있다.

## 행정 구역
영양군의 행정 구역은 1읍 5면으로 구성되어 있다. 영양군의 면적은 815.10km2이며, 인구는 2021년 7월 기준 8,992세대, 16,396명이다. 인구의 43.6%가 영양읍에 거주한다. 1975년에는 인구가 70,791명을 기록했으나 이후 인구가 감소하였다.
한반도에 설치된 군 중에서 가장 인구가 적다. 부속도서를 포함하면 울릉군이 1위, 영양군이 2위로 군 전체 인구가 읍 설치 기준에도 못 미친다.
| 읍면   | 한자   | 면적   | 세대  | 인구   | 행정지도 |
| ------ | ------ | ------ | ----- | ------ | -------- |
| 영양읍 | 英陽邑 | 130.84 | 3,671 | 7,148  |          |
| 입암면 | 立岩面 | 79.06  | 1,215 | 2,119  |          |
| 청기면 | 靑杞面 | 140.01 | 1,017 | 1,703  |          |
| 일월면 | 日月面 | 125.60 | 979   | 1,753  |          |
| 수비면 | 首比面 | 217.56 | 952   | 1,684  |          |
| 석보면 | 石保面 | 122.03 | 1,158 | 1,989  |          |
| 영양군 | 英陽郡 | 815.10 | 8,992 | 16,396 |          |

## 군청
- 현재 영양군청은 경상북도 영양군 영양읍에 위치하고 있다.

## 인구
- 영양군(에 해당하는 지역)의 연도별 인구 추이[13]

| 연도   | 총인구   |  |
| ------ | -------- |  |
| 1960년 | 56,627명 |  |
| 1966년 | 68,153명 |  |
| 1970년 | 67,481명 |  |
| 1975년 | 67,851명 |  |
| 1980년 | 52,733명 |  |
| 1985년 | 43,463명 |  |
| 1990년 | 31,170명 |  |
| 1995년 | 23,797명 |  |
| 2000년 | 20,735명 |  |
| 2005년 | 17,648명 |  |
| 2010년 | 16,540명 |  |
| 2013년 | 18,297명 |  |
| 2017년 | 17,612명 |  |
| 2021년 | 16,638명 |  |

## 교통
2016년 12월, 인근 청송군에 서산영덕고속도로 동청송영양 나들목이 개통되었다. 개통하기 전에는 전국에서 가장 낙후된 지역의 하나로 교통도 매우 불편하였다. 다른 지역에서 영양으로 가려면 대부분 이웃한 안동을 경유해야만 했었다. 현재 철도편은 전혀 없으며 국도는 국도 제31호선과 국도 제88호선이 유일하다. 이나마도 4차선 확장이나 직선화가 되어있지 않다. 영양군에서 가장 가까운 철도역은 봉화군의 양원역이다.

## 문화·관광

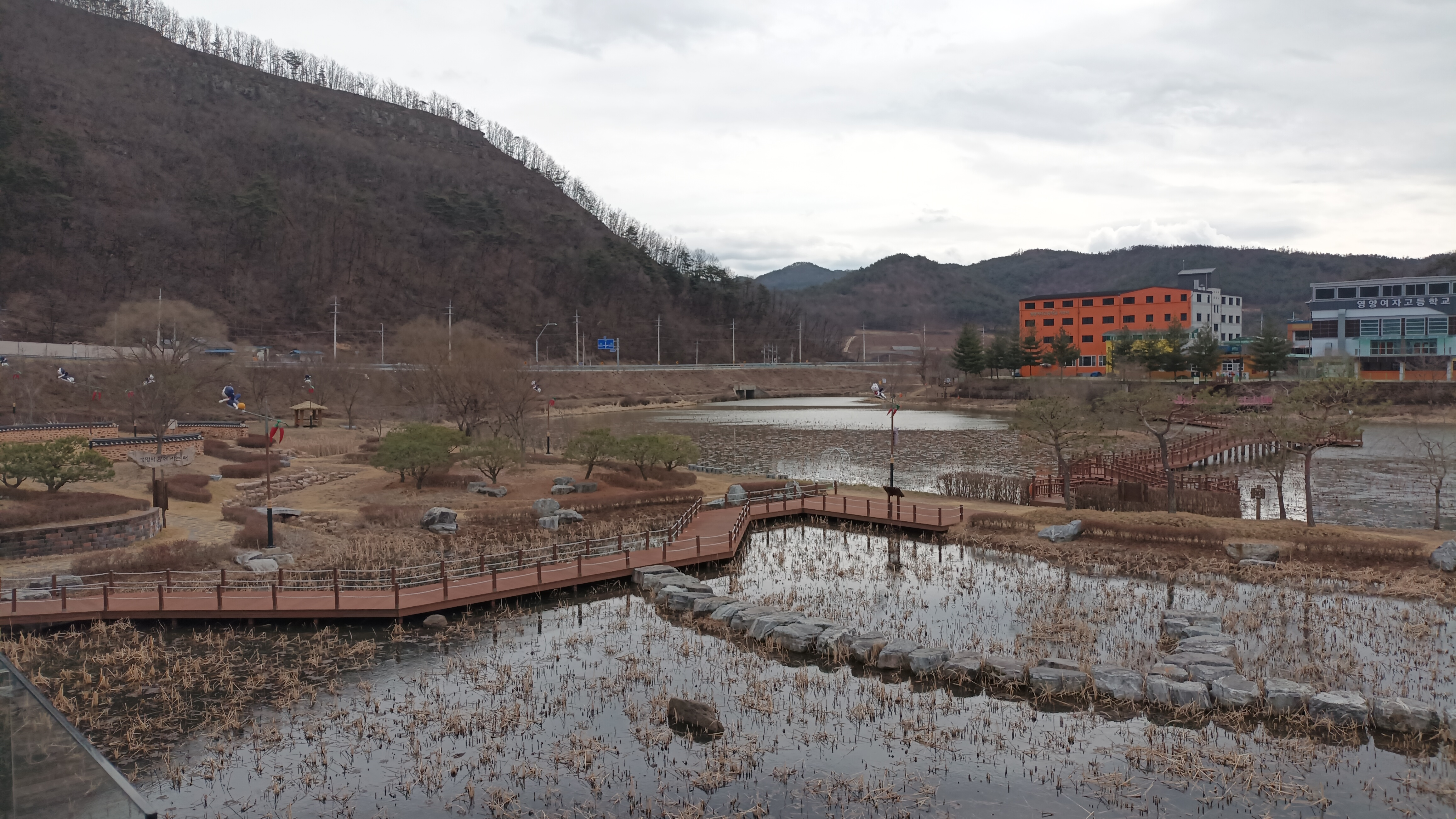
영양군 영양읍 삼지리 구하도에 조성된 수변공원

- 두들마을

영양군청 주도로, 석보면 두들마을(이문열의 고향)등 문인의 고향 4곳에서 답사 프로그램 ‘소풍’을 선보였는데, 두들마을 답사는 석천서당과 정부인 안동 장씨 예절관 등으로 이어진다. 전통한옥체험관에서 음식디미방 요리를 먹을 수 있다.
- 삼지마을

백두대간의 일월산(해발 1211m)은 영양지역에 우뚝 솟은 산이다. 이 산에서 발원한 대천(반변천)은 영양읍내 북쪽에서 장군천과 합쳐 낙동강으로 유입된다. 그 길이가 무려 109.4km이다. 영양읍 삼지리의 삼지마을은 그 옛날에는 코끼리산에 부딪친 물길이 마을을 휘감아 돌아 '물돌이 마을'로 불렸다. 그러나 물길이 바뀌면서 마을에는 더 이상 물이 흘러들지 않는다. 대신 물이 돌던 땅은 논이 됐고 구하도에는 원댕이못, 탑밑못, 바대못 등 3개의 연못이 남아‘삼지(三池)’라는 이름이 전해온다. 현재 구하도에는 사진과 같이 수변공원이 조성되어 있다.

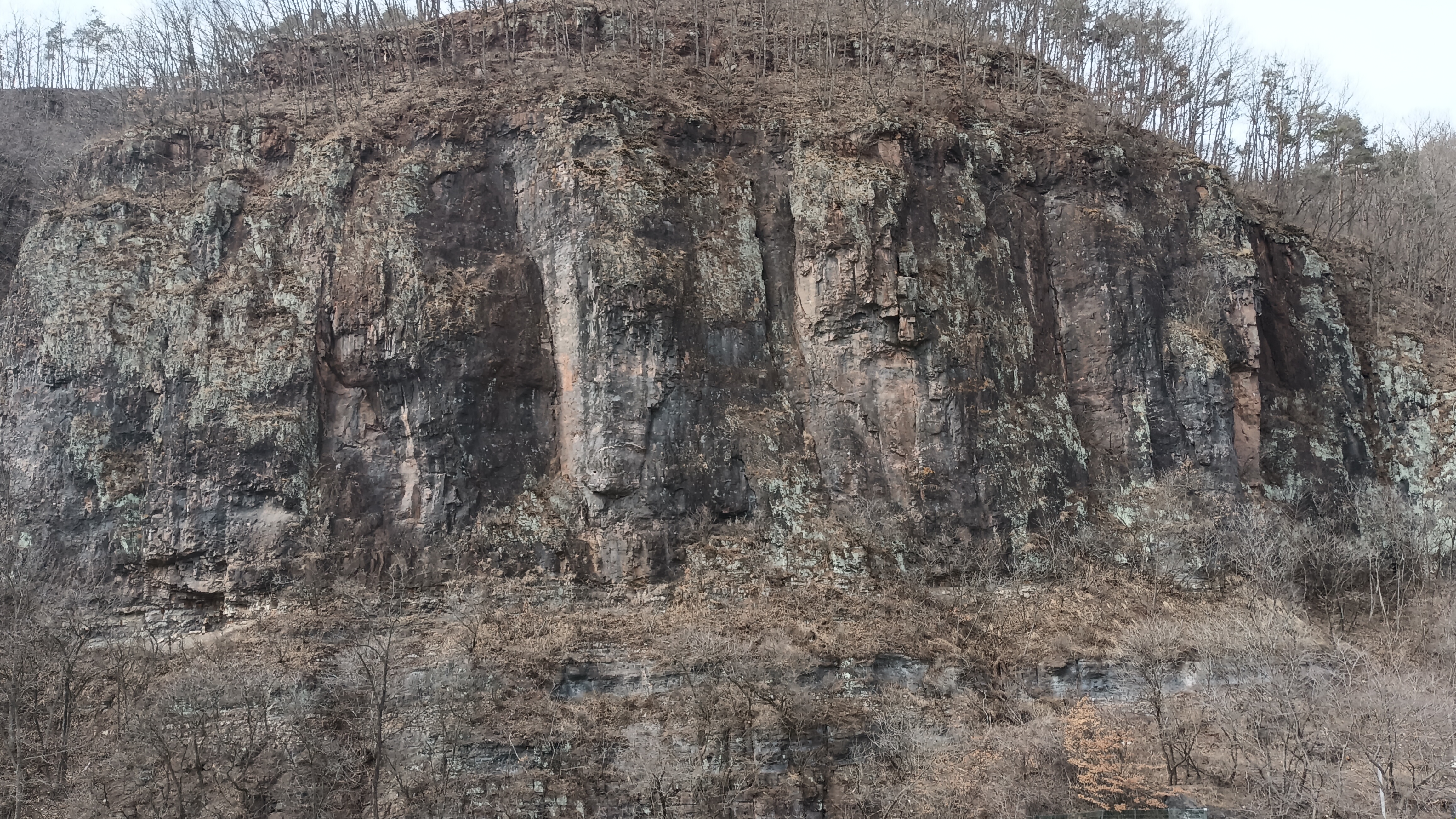
영양군 입암면 연당리 선바위

- 선바위와 남이포

입암면 연당리에 있는 선바위와 남이포는 '영양고추'와 같이 영양의 상징과 같은 곳이다. 선바위는 중생대 백악기의 퇴적암 지층 경상 누층군 청량산층과 도계동층으로 구성되며 선바위 관광지에서 다리를 건너 청량산층 절벽 밑으로 이어지는 길을 따라가면 ‘남이정’이란 정자가 나온다. 강 건너 절벽에 촛대처럼 하늘로 치솟은 바위가 선바위다. 남이포는 조선시대 남이 장군이 모반세력을 평정한 곳이라는 전설을 간직하고 있다.
- 일월산
- 척금대
- 영양산촌생활박물관
- 조지훈문학관(芝薰 文學館)
- 수하계곡
- 서석지
- 이외에 측백수림, 연당마을, 두메송하마을, 영양고추홍보관, 용화리삼층석탑, 삼의계곡, 일월산과 자생화공원, 반딧불이천문대 및 생태공원 등이 있다.[15]

## 교육 기관
경상북도 영양군에는 고등학교 3개교, 중학교 6개교, 초등학교 37개교(분교 7개 포함)가 존재하였다.
현재는 고등학교 3개교, 중학교 4개교, 초등학교 7개교(분교 1개 포함)만이 현존하고 있다.
- 영양교육지원청 https://www.gbe.kr/yy/main.do 보관됨 2024-05-10 - 웨이백 머신

### 고등학교
| 학교명           | 주소                   | 학급수 | 비고                                                         |
| ---------------- | ---------------------- | ------ | ------------------------------------------------------------ |
| 영양고등학교     | 영양읍 중앙로 81       | 7학급  | 1953년 5월 15일 개교, 영양중학교 병설                        |
| 영양여자고등학교 | 영양읍 영양창수로 141  | 9학급  | 1973년 3월 4일 개교, 영양여자중학교 병설                     |
| 수비고등학교     | 수비면 낙동정맥로 2417 | 3학급  | 1984년 3월 5일 개교, '라'급 벽지학교 지정 및 수비중학교 병설 |

### 중학교
| 학교명              | 주소                   | 학급수 | 비고                                                            |
| ------------------- | ---------------------- | ------ | --------------------------------------------------------------- |
| 영양중학교          | 영양읍 중앙로 81       | 6학급  | 1946년 12월 1일 개교, 영양고등학교 병설                         |
| 석보중학교          | 석보면 석보로 572-6    | 2학급  | 1964년 3월 5일 개교                                             |
| 수비중학교          | 수비면 낙동정맥로 2417 | 5학급  | 1965년 3월 10일 개교, '라'급 벽지학교 지정 및 수비고등학교 병설 |
| 영양여자중학교      | 영양읍 영양창수로 141  | 5학급  | 1971년 3월 6일 개교, 영양여자고등학교 병설                      |
| 일월중학교          | 일월면 가곡리 156      | -      | 1998년 3월 1일 폐교                                             |
| 영양중학교 입암분교 | 입암면 산해1길 9-4     | -      | 2019년 2월 28일 폐교                                            |

### 초등학교
| 학교명                    | 주소                     | 학급수 | 비고                                      |
| ------------------------- | ------------------------ | ------ | ----------------------------------------- |
| 영양초등학교              | 영양읍 군청길 25         | 14학급 | 1911년 4월 1일 개교                       |
| 석보초등학교              | 석보면 원리길 3          | 8학급  | 1921년 1월 16일 개교                      |
| 일월초등학교              | 일월면 영양로 2410       | 8학급  | 1928년 5월 10일 개교                      |
| 수비초등학교              | 수비면 한티로 499        | 5학급  | 1933년 3월 1일 개교, '라'급 벽지학교 지정 |
| 입암초등학교              | 입암면 입암로 162        | 8학급  | 1933년 5월 15일 개교                      |
| 영양중앙초등학교          | 영양읍 영양창수로 53     | 8학급  | 1965년 4월 3일 개교                       |
| 일월초등학교 청기분교     | 청기면 장갈로 1445       | 3학급  | 1932년 5월 5일 개교, '라'급 벽지학교 지정 |
| 영양국민학교 감천분교     | 영양읍 감천리 402        | -      | 1989년 3월 1일 폐교                       |
| 문암국민학교 용저분교     | 일월면 용화리 37         | -      | 1990년 3월 1일 폐교                       |
| 화매국민학교 택전분교     | 석보면 택전1길 11        | -      | 1991년 3월 1일 폐교                       |
| 기포국민학교              | 청기면 기포리 408        | -      | 1992년 3월 1일 폐교                       |
| 송하국민학교 죽파분교     | 수비면 죽파리 546-2      | -      | 1992년 3월 1일 폐교                       |
| 수비국민학교 본신분교     | 수비면 본신리 61         | -      | 1992년 3월 1일 폐교                       |
| 무창국민학교 기산분교     | 영양읍 기산길 191-11     | -      | 1993년 3월 1일 폐교                       |
| 신사국민학교 금학분교     | 입암면 선바위로 612      | -      | 1993년 3월 1일 폐교                       |
| 청남국민학교 구매분교     | 청기면 구매리 49         | -      | 1993년 3월 1일 폐교                       |
| 청북국민학교 행화분교     | 청기면 재일로 795        | -      | 1993년 3월 1일 폐교                       |
| 화매국민학교 삼의분교     | 석보면 화무로 944        | -      | 1993년 9월 1일 폐교                       |
| 송하국민학교              | 수비면 가천로 607        | -      | 1994년 3월 1일 폐교                       |
| 문암국민학교 용화분교     | 일월면 영양로 4163-9     | -      | 1994년 3월 1일 폐교                       |
| 영양중앙국민학교 상원분교 | 영양읍 비리동천길 1      | -      | 1994년 3월 1일 폐교                       |
| 주남국민학교 요원분교     | 석보면 칠성봉길 9        | -      | 1994년 3월 1일 폐교                       |
| 일월국민학교 문암분교     | 일월면 영양로 3315       | -      | 1994년 9월 1일 폐교                       |
| 청남국민학교              | 청기면 청기로 559        | -      | 1995년 3월 1일 폐교                       |
| 화천국민학교              | 영양읍 영양창수로 644    | -      | 1995년 3월 1일 폐교                       |
| 석보국민학교 소계분교     | 석보면 소계리 240-2      | -      | 1995년 3월 1일 폐교                       |
| 일월국민학교 오리분교     | 일월면 오리길 54         | -      | 1995년 3월 1일 폐교                       |
| 화천국민학교 무창분교     | 영양읍 영양창수로 958-10 | -      | 1995년 3월 1일 폐교                       |
| 화매국민학교              | 영양읍 화매리 561-8      | -      | 1995년 9월 1일 폐교                       |
| 수비초등학교 수하분교     | 수비면 반딧불이로 129    | -      | 1996년 3월 1일 폐교                       |
| 가곡초등학교              | 일월면 가곡리 220        | -      | 1998년 3월 1일 폐교                       |
| 신사초등학교              | 입암면 선바위로 230-35   | -      | 1999년 3월 1일 폐교                       |
| 주남초등학교              | 석보면 원요로 251        | -      | 1999년 3월 1일 폐교                       |
| 방전초등학교              | 입암면 영양로 205        | -      | 2000년 3월 1일 폐교                       |
| 입암초등학교 청일분교     | 청기면 청기4길 31        | -      | 2008년 3월 1일 폐교                       |
| 수비초등학교 신암분교     | 수비면 낙동정맥로 4372   | -      | 2009년 2월 28일 폐교                      |
| 일월초등학교 청북분교     | 청기면 재일로 1383-23    | -      | 2015년 3월 1일 폐교                       |

### 유치원
| 학교명                           | 주소                              | 학급수 | 비고                 |
| -------------------------------- | --------------------------------- | ------ | -------------------- |
| 영양초등학교 병설유치원          | 병설된 초등학교와 같음(이하 전체) | 4학급  | 특수학급 1학급 포함  |
| 영양중앙초등학교 병설유치원      | -                                 | 1학급  |                      |
| 입암초등학교 병설유치원          | -                                 | 1학급  |                      |
| 일월초등학교 병설유치원          | -                                 | 1학급  |                      |
| 일월초등학교 청기분교 병설유치원 | -                                 | 1학급  | '라'급 벽지학교 지정 |
| 수비초등학교 병설유치원          | -                                 | 1학급  | '라'급 벽지학교 지정 |
| 석보초등학교 병설유치원          | -                                 | 1학급  |                      |

## 국회의원
국회의원은 영양군과 영주시, 봉화군, 울진군이 한 명을 뽑는다.(국민의힘 소속이다.)

## 자매 도시
- 대한민국 서울특별시 강동구
- 대한민국 서울특별시 은평구